# Johannes Erici
Johannes Erici (Salæmontanus), död 1605 i Wenden, var en svensk präst.
Johannes Erici studerade vid jesuitskolor i Tyskland men övergav alla katolska tendenser och återvände till Sverige. Som skolrektor i Enköping var han en ivrig motståndare till Johan III:s liturgi och fängslades därför av denne. Frigiven tog han sin tillflykt hos hertig Karl, vars hovpredikant han blev. Efter nya studier i Rostock reste Johannes Erici till Polen, där han blev hovpredikant hos Anna Vasa. Han blev dock på grund av sin brevväxling misstänkt för att vara hertigens kunskapare vid Sigismunds hov och återvände i juni 1593 till Sverige. Kort därefter blev han hertig Karls biktfader. Johannes Erici, som ständigt följde hertigen under hans resor, användes ofta av denne i olika förtroendeuppdrag. Sålunda överbringade han i maj 1595 till Uppsala domkapitel den vredgade skrivelse där hertig Karl hotade att lägga ned regeringen, och mottog kapitlets svar. Johannes Erici avled under krigståget till Livland 1605.